# Навайш
Навайш (порт. Navais)  —  район (фрегезия) в Португалии,  входит в округ Порту. Является составной частью муниципалитета  Повуа-де-Варзин. Находится в составе крупной городской агломерации Большой Порту. По старому административному делению входил в провинцию Дору-Литорал. Входит в экономико-статистический  субрегион Большой Порту, который входит в Северный регион. Население составляет 1683 человека на 2001 год. Занимает площадь 4,23 км².
Покровителем района считается Иисус Христос (порт. Jesus). 